# جک رز (بازیکن فوتبال)
جک رز (انگلیسی: Jack Rose؛ زادهٔ ۳۱ ژانویهٔ ۱۹۹۵) بازیکن فوتبال اهل بریتانیا است.
از باشگاه‌هایی که در آن بازی کرده‌است می‌توان به باشگاه فوتبال آکرینگتون استنلی، باشگاه فوتبال وست برومویچ آلبیون، و باشگاه فوتبال کراولی تاون اشاره کرد.